# Leutersbach
Leutersbach und sein Ortsteil Kalthausen sind seit dem 1. Juli 1996 ein Ortsteil der Stadt Kirchberg.

## Geographische Lage
Leutersbach liegt in einem Seitental des Rödelbachs zwischen Kirchberg und Giegengrün. Die Siedlung Kalthausen befindet sich auf einer Anhöhe an der Straße von Kirchberg nach Lauterhofen. Beide Orte liegen im Kirchberger Granitmassiv.

## Geschichte
Das  Waldhufendorf Leutersbach wurde wie die anderen Orte der Kirchberger Region im 13. Jahrhundert gegründet und gehörte von 1764 bis 1843 zum Amt Wiesenburg und danach zum Amt Kirchberg. 1856 kam Leutersbach zum Gerichtsamt Kirchberg und 1875 zur Amtshauptmannschaft Zwickau, dessen Nachfolger der Landkreis Zwickau ist. Kalthausen ist wahrscheinlich erst im Zeitraum vom 16. bis zum 18. Jahrhundert entstanden.
1972 wurde Giegengrün eingemeindet. Der Ort wurde aber 1996 bei Eingemeindung von Leutersbach nach Kirchberg nach Hartmannsdorf bei Kirchberg umgemeindet.

## Religion
Leutersbach gehört zur evangelisch-lutherischen Kirchgemeinde St. Margarethen in Kirchberg.